# Roberto Fassi
Roberto Fassi (Roma, 29 gennaio 1935 – Varese, 12 marzo 2014) è stato un artista marziale italiano che si è occupato della divulgazione delle discipline marziali orientali in Italia e in Europa. Ha scritto e contribuito alla stesura di numerosi libri, saggi e articoli. Ha avuto un’esperienza ricca nel campo delle arti marziali, praticando numerose discipline tra cui judo, jūjutsu, kobudo, aikido, karate, kung fu e, in misura minore, yoga, kalaripayattu e kali.

## Biografia
(Marco Renne, Maestro Fassi: un regista delle arti marziali)

### Periodo dal 1935 al 1963
Nato a Roma il 29 Gennaio 1935, Roberto Fassi si è laureato in Chimica industriale ed è stato un dirigente di importanti aziende chimiche internazionali. Il suo lavoro lo ha portato a viaggiare frequentemente all'estero, particolarmente in Europa, in Oriente e negli Stati Uniti. Durante queste occasioni, ha avuto modo di approfondire la conoscenza culturale dei luoghi ed entrare in contatto con personalità che contribuirono ad arricchire le sue competenze nel mondo delle arti marziali.
La prima esperienza di Roberto Fassi con le arti marziali la ebbe in età liceale con il jūjutsu, nel 1953. Successivamente iniziò lo studio del judo sotto la guida del M° Tadashi Koike. Nel corso del tempo acquisirà il tempo il grado di cintura nera 1º Dan (così come nel judo).
Tempo dopo, venne a conoscenza di una disciplina che in quel periodo era ancora emergente in Europa: il karate. Dopo essersi largamente documentato, provò a studiarlo dapprima come autodidatta, in seguito con un insegnante. I primi passi li fece con il M° Shoji Sugiyama nel 1960, sebbene si trattasse di un corso di atemi. Ben presto si accorse dei limiti delle lezioni, così decise di seguire, parallelamente ai suoi studi in Italia, tutti gli stage disponibili direttamente a Parigi, nel dojo del M° Henry Plèe. Sotto la sua guida, acquisì la cintura marrone nel 1963. Sempre in quell'anno, iniziò ad insegnare a Milano e in Lombardia ad un ristretto gruppo di allievi.

### Periodo dal 1964 al 1975
Nonostante gli obiettivi raggiunti, Roberto Fassi era sempre alla ricerca di un maestro di karate disposto ad operare stabilmente in Italia. Con il passare del tempo il numero dei suoi allievi era notevolmente aumentato e Fassi sentiva la necessità di un aiuto consistente da parte di un maestro di esperienza, tant'è che invitava periodicamente i maestri Nanbu e Chouk per tenere degli stage. 
Nel 1965 chiese consiglio a Henry Plèe, il quale gli suggerì di chiedere al M° Masatoshi Nakayama, allora capo istruttori della JKA, dei nominativi. La domanda venne fatta tramite l'invio di lettere congiunte da parte sia di Plèe che di Fassi. Nakayama li informò che erano disponibili quattro maestri: Keinosuke Enodea, Hirokazu Kanazawa, Hiroshi Shirai e Taiji Kase. Nel Novembre di quello stesso anno, Roberto Fassi li invitò a Milano in occasione di una dimostrazione al Palalido. Emerse che tutti e quattro avevano precedentemente accettato delle offerte in altri paesi europei (tranne Kanazawa che ritornò in Giappone). Shirai decise invece di rimanere, confessando di essere rimasto favorevolmente colpito dalla lettera che gli aveva inviato Fassi. Stabilì la sua palestra a Milano per insegnare karate Shotokan. 
Negli anni successivi, Roberto Fassi raggiunse il grado di cintura nera 6º Dan, partecipò a svariate dimostrazioni e gare. Inoltre Ricoprì l'incarico di arbitro nei campionati mondiali di karate-do a Los Angeles e Tokyo, rispettivamente nel 1975 e nel 1977.
Agli inizi degli anni 70, conobbe a New York Toshio Tamano, maestro di Kobudo e Goju-ryu di Okinawa. Fassi colse l'occasione e lo invitò ad insegnare a Milano, diventando egli stesso maestro della disciplina con il grado di 4º Dan. Con l'introduzione del kobudo di Okinawa da parte di Fassi, allora sconosciuto in Italia, si determinerà l'apertura di nuove scuole dedite alla sua divulgazione e insegnamento.
Fassi ebbe inoltre l'occasione di imparare l'Aikido a Milano grazie al M° Hiroshi Tada.

### Periodo dal 1976 al 1991
Nel 1976 il M° Giuseppe Perlati parlò a Fassi di un maestro cinese che risiedeva a Bologna, il M° Chang Dsu Yao, che si era distinto per le sue conoscenze nel campo delle arti marziali cinesi, in particolare nello Shaolin Chuan e nel Tai Chi Chuan. Queste discipline erano pressoché sconosciute nell'ambito delle arti marziali italiane e Fassi si incuriosì quando Perlati gli disse che lo shaolin era il progenitore del karate. Decise pertanto di conoscere Chang Dsu Yao di persona. Resosi conto del potenziale che poteva esprimere, lo invitò a Milano (la sua palestra la stabilirà in questa città) ad insegnare, diventando lui stesso suo allievo.
Dalla collaborazione tra i due, ne conseguì l'apertura di nuovi corsi dedicati al Tai Chi Chuan e allo Shaolin Chuan, rivoluzionando in quel campo d'interesse il sistema di insegnamento fino ad allora seguito nelle palestre. Le nuove metodologie adottate assieme al programma d'insegnamento pose le basi per la nascita di quella che in futuro si sarebbe chiamata Scuola Chang. 
Nel 1980 fu fondata la C.T.M.A.E. (Chinese Traditional Martial Arts Europe), il cui scopo consisteva nella divulgazione del Kung Fu. Fassi ricoprì la carica di Presidente. Assunse inoltre le mansioni di Presidente della FeIK (Federazione Italiana Kung Fu) dal 1981 al 1983. 
Ne 1981 partecipò ai campionati mondiali di Kung Fu organizzati dalla CKWPA (Chinese Worldwide Kuoshu Promotional Association), piazzandosi al primo nella gara di forme senza armi sia nel tai chi chuan che nello shaolin chuan. Stabilì la sua palestra a Milano. Per tutto il resto del decennio, diresse la squadra nazionale italiana di Kung Fu. Di notevole interesse fu la sua partecipazione ai campionati mondiali di Tainan nel 1983 e a quelli di Las Vegas nel 1989. Nel 1991 acquisì il grado di cintura oro, 6° Chieh di tai chi chuan e shaolin chuan. 

### Periodo dal 1992 al 2014
Dopo la morte del M° Chang, avvenuta nel 1992, Fassi continuò l'opera di divulgazione e promozione della scuola di Kung Fu mediante stage, seminari e dimostrazioni in Italia e in tutto il mondo. Porterà avanti la sua attività ininterrottamente per tutta la vita. Fu anche docente di Tai Chi Chuan presso il corso di laurea in Fisioterapia della facoltà di Medicina e Chirurgia dell'università degli studi di Milano.
Ebbe modo di addentrarsi nella pratica dello Yoga del maestro Iyengar. Ne rimase talmente affascinato che Fassi stesso consigliava ai propri allievi di studiare lo Yoga per "approfondire l'ascolto di sé e lavorare in maniera molto analitica sulla triade di corpo-mente-spirito”.
Nel 2011 Fassi ebbe il riconoscimento da parte dell'USAcli dei gradi 8º Dan di Karate e 9° Chieh di Shaolin e Tai chi chuan.
Roberto Fassi dimostrò una particolare sensibilità anche in campo umanitario. Dalla prima metà degli anni 90 in poi pose la sua attenzione verso i Dalit dell'India (gli intoccabili). Nel corso degli anni si cimentò in varie iniziative di raccolti fondi, che culminarono con la costruzione di una scuola superiore presso la missione della città di Mehsana, il cui scopo è offrire un buon grado di istruzione ai ragazzi ospitati nella struttura.
Morì il 12 marzo 2014, a 79 anni, per una rara malattia polmonare. Riposa nel cimitero di Belforte a Varese.